# Lövith Egon
Lövith Marc Egon (egyes forrásokban Löwith) (Kolozsvár, 1923. május 21. – Kolozsvár, 2009. szeptember 1.) zsidó származású erdélyi magyar szobrász, festő és grafikus.
Akarom, hogy szeressenek, s hogy szeressék szobraimat – kardvívásokkal szúrni, vágni nem az én ideálom. A győzelmet minél kevesebb véráldozattal szeretném kivívni. Nemes értelemben akarok hódítani. A jól elkészített szobor vagy kép mindezt elvégzi helyettem.

## Élete és munkássága
| Lövith Egon                               | Lövith Egon                               |
| Kattints az alábbi külső linkek egyikére! | Kattints az alábbi külső linkek egyikére! |
| ----------------------------------------- | ----------------------------------------- |
| Nem található szabad kép.(?)              |                                           |
| külső link · jogvédett                    | Lövith Egon portréja                      |
| külső link · jogvédett                    | Lövith Egon 2009-ben, 86. születésnapján  |
| külső link · jogvédett                    | Lövith Egon önarcképe                     |

Apja, aki órásmesterként, majd később vasútépítő mérnökként dolgozott, 1926-ban családjával együtt kitelepedett Mexikóba. Az apa halálát követően 1936-ban a család hazaköltözött Kolozsvárra. 1944-ben kényszermunkára vitték őket: először Nagybányára, aztán Bajára és Törökbálintra, később pedig a türkheimi és a dachaui lágerekbe. Lövith Egon 1945-ben szabadult ki az amerikai felszabadító seregeknek köszönhetően, és még ebben az évben visszatért Kolozsvárra. Feleségét leszámítva családjának többi tagja odaveszett a lágerekben.
1947-ben beiratkozott a Kolozsváron található szakszervezeti Belle Arte Képzőművészeti Iskolába. Később 1948-ban a Ion Andreescu Művészeti Intézet tanulója lett szobrászat szakon, ahol Romulus Ladea és Ion Irimescu szakmai irányításával sajátította el a szobrászat alapjait. Miután 1953-ban megkapta az oklevelet a főiskolán, ugyanezen a helyen művészi anatómiát, kompozíciót, valamint formázást tanított asszisztensként. 1962-ben kinevezték lektorrá, 1972-ben a szobrászati szak előadójává, később katedrafőnök is lett. Számos egyéni és csoportos kiállítása volt Romániában és külföldön is. 1960-ban a Velencei biennálén is szerepelt. 1995-ben igen jelentős szobrászati és festészeti munkákat adományozott a kolozsvári Művészeti Múzeumnak.
Munkásságának legjelentősebb periódusai a következők: 1954-ben az expresszionizmus szellemében kezdett el alkotni: szobrai bemutatják és kifejezik a művész által is elszenvedett kínokat. A Horea, Closca és Crisan, valamint a Holokauszt-sorozathoz tartozó szobrai ennek az időszaknak harcos expresszionista jegyeket viselő termékei. 1973-tól kezdődően már a forma lényegi megmintázására kezdett el törekedni, ekkor készült számos fából készült szobra (Tél, Torzó), melyek a klasszikus hagyományokkal radikálisan szakító Alexander Archipenko szellemében születtek meg. 1973-tól a már egyéniesült motívumai az élet lényeges megnyilvánulásainak állandó keresését fejezik ki és jelenítik meg. A felszíni díszítések teljes mértékű elhagyását követően már csak a tiszta forma maradt meg művészetében. A kolozsvári Művészeti Múzeumban őrzik a szobrászművész ebben az időszakban készült fontosabb munkáit, többek között Albert Einstein és François Villon mellszobrait.
Szobrászművészeti pályafutásának nevezetesebb alkotásai és ciklusai a következők: Önarcképek, Golda Mira, Az örök pár, a Holokauszt-sorozat, A fák, A táj emberei, a mexikói tartózkodásra utaló Sombreros Quijotesco, a Bagatelles, a Meditteránum-sorozat, a Madarak, Az élet teljessége-sorozat, Szellemi nyomok, Szfinx, Ikarosz, valamint Nike.
Lövith Egon szobrászművészeti munkássága mellett jelentős festészeti és grafikai tapasztalattal is rendelkezett, de érdekelte a monumentális művészet (belső dekorációk, domborművek) és a kerámia is. Újabb keletű grafikai sorozatában a fasiszta holokauszt borzalmait elevenítette föl.
2009. szeptember 1-jén hunyt el szülővárosában, Kolozsváron, itt is temették el házastársa, Lövith Margó mellett.

## Magánélete
A szobrászművész tökéletesen beszélt négy nyelven: magyarul, románul, spanyolul és németül.

## Díjai, kitüntetései
- a Romániai Zsidó Hitközségek Szövetségének nagydíja (életművéért), 2002. november 17.[3]

## Kiállításai
Legfontosabb egyéni kiállításai a következők:
- 1969: Szatmárnémeti[1][4]
- 1971: Nagyenyed[1][4]
- 1973, 1978: Képzőművészeti Galéria, Kolozsvár[1][4]
- 1973: Bukarest[1][4]
- 1989: Dombóvár[1][4]
- 1989: Tel-Aviv[1][4]
- 2004: Bagatelles, a Képzőművészek Szövetségének kiállítóterme, Kolozsvár[6]